# Nicànor (pare de Balacros)
Nicànor (en grec Νικάνωρ) va ser un oficial macedoni, pare de Bàlacros que va ser nomenat per Alexandre el Gran sàtrapa de Cilícia.
Va tenir una actuació destacada com a militar durant el regnat de Filip II de Macedònia i va participar en diversos esdeveniments militars. En parla Plutarc, però no dona cap detall dels seus fets d'armes ni gairebé de la seva vida.